# Cot Sukon
Cot Sukon is een bestuurslaag in het regentschap Pidie van de provincie Atjeh, Indonesië. Cot Sukon telt 293 inwoners (volkstelling 2010).